# Titularbistum Aspona
Aspona ist ein Titularbistum der römisch-katholischen Kirche. 
Es geht zurück auf ein ehemaliges Bistum der gleichnamigen antiken Stadt in der kleinasiatischen Landschaft Galatien in der heutigen Zentraltürkei, das der Kirchenprovinz Ancyra angehörte.
| Titularbischöfe von Aspona |                  |                                              |                  |                 |
| Nr.                        | Name             | Amt                                          | von              | bis             |
| 1                          | Vicente P. Reyes | Weihbischof in Manila (Philippinen)          | 12. Juni 1950    | 19. Januar 1961 |
| 2                          | Carlo Re IMC     | Altbischof von Ampurias und Tempio (Italien) | 10. Februar 1961 | 12. August 1978 |